# Dan Romer
Dan Romer é um produtor musical, cantautor, e compositor de filmes americano.
Como compositor de filmes, Romer teve quatro indicações ao Óscar, pelos seu trabalho nos filmes Beasts of the Southern Wild, Beasts of No Nation, Chasing Coral, Gleason, Good Doctor e o vencedor do Emmy, Jim: The James Foley Story. Romer compôs a trilha sonora do jogo da Ubisoft, Far Cry 5, lançado em 27 de março de 2018.
Ele produziu músicas para vários artistas, incluindo A Great Big World e Christina Aguilera, cujo single "Say Something," ficou nos primeiros lugares nas paradas musicais de todo o mundo, vendeu mais de 7 milhões de cópias e ganhou um Grammy em 2015. Dan co-produziu "Treat You Better" para Shawn Mendes, que alcançou o primeiro lugar no iTunes e terceiro no Top 40 da rádio pop em setembro de 2016.

## Discografia

### Produtor musical
| Ano  | Canção                                   | Artista                                | Certificações |
| ---- | ---------------------------------------- | -------------------------------------- | --- |
| 2004 | Coalmine                                 | The Woes                               | |
| 2005 | Batten the Hatches                       | Jenny Owen Youngs                      | |
| 2009 | Transmitter Failure                      | Jenny Owen Youngs                      | |
| 2009 | Everybody                                | Ingrid Michaelson                      | |
| 2010 | Songs for a Sinking Ship                 | April Smith and the Great Picture Show | |
| 2012 | Safe Travels                             | Jukebox the Ghost                      | |
| 2013 | "Say Something (A Great Big World song)" | A Great Big World &Christina Aguilera  | RIAA: 6x Platina, ARIA: 4x Platina, MC: 6x Platina, RMNZ: 2x Platina, GLF: 2x Platina, BPI: 1x Platina, IFPI: 1x Platina |
| 2014 | Is There Anybody Out There?              | A Great Big World                      | O álbum estreou na Billboard 200 na posição # 3                                                                          |
| 2014 | Jukebox the Ghost                        | Jukebox the Ghost                      | |
| 2015 | When the Morning Comes                   | A Great Big World                      | US Billboard #75 |
| 2016 | "Treat You Better"                       | Shawn Mendes                           | RIAA: 3x Platina, MC: Platina, ARIA: 3x Platina, BPI: Platina, a FIMI: 3x Platina                                        |
| 2018 | We Can Do Better                         | Matt Simons                            | |

### Compositor

#### Filme
| Ano  | Título                                              | Diretor                     | Prêmios | Notas          |
| ---- | --------------------------------------------------- | --------------------------- | --- | -------------- |
| 2007 | Death to the Tinman                                 | Ray Tintori                 | Vencedor do Prêmio de Curta- metragem do Sundance Film Festival 2007                                                                              | Curta-metragem |
| 2008 | Glory at Sea                                        | Benh Zeitlin                | Vencedor dos Prêmios de Boston Independent Film Festival 2008, CineVegas International Film Festival, SXSW Film Festival, Woodstock Film Festival | Curta-metragem |
| 2012 | Beasts of the Southern Wild                         | Benh Zeitlin                | Indicado para 4 Óscars no 85th Academy Awards |                |
| 2012 | Sleepwalking in the Rift                            | Cary Fukunaga               | | Curta-metragem |
| 2014 | Tomorrow We Disappear                               | Jim Goldblum, Adam M. Weber | Vencedor dos Prêmios do EBS International Documentary Festival 2014, Florida Film Festival 2015, Philadelphia Film Festival                       | Documentário   |
| 2014 | The Last Season                                     | Sara Dosa                   | Vencedor do Prêmio do San Francisco International Film Festival                                                                                   | Documentário   |
| 2014 | The Life and Death of Tommy Chaos and Stacey Danger | Michael Lukk Litwak         | Vencedor do Prêmio do First Run Festival 2014,The Art of Brooklyn Film Festival                                                                   | Curta-metragem |
| 2014 | The Organization                                    | Michael Lukk Litwak         | | Curta-metragem |
| 2015 | Napoleon in Exile                                   | Michael Lukk Litwak         | | Curta-metragem |
| 2015 | Digging for Fire                                    | Joe Swanberg                | |                |
| 2015 | Finders Keepers                                     | Bryan Carberry, Clay Tweel  | Vencedor do Prêmio do Cinema Eye Honors Awards 2016, Traverse City Film Festival, Southeastern Film Critics Association Awards 2015               | Documentário   |
| 2015 | Walter                                              | Anna Mastro                 | |                |
| 2015 | Stryka                                              | Emily Carmichael            | | Curta-metragem |
| 2015 | Mediterranea                                        | Jonas Carpignano            | Vencedor do Prêmio do Gotham Awards 2015, Istanbul International Film Festival, Munich Film Festival                                              |                |
| 2015 | Beasts of No Nation                                 | Cary Joji Fukunaga          | Vencedor do Prêmio do Cinema for Peace, 72nd Venice International Film Festival                                                                   |                |
| 2016 | Jim: The James Foley Story                          | Brian Oakes                 | Vencedor do Prêmio do Emmy por Exceptional Documentary                                                                                            | Documentário   |
| 2016 | Gleason                                             | Clay Tweel                  | Vencedor do Prêmio do SXSW Film Festival 2016, Montclair Film Festival, Seattle International Film Festival                                       | Documentário   |
| 2016 | Katie Says Goodbye                                  | Wayne Roberts               | Vencedor do Prêmio do Stockholm Film Festival 2016, Manchester International Film Festival 2017                                                   |                |
| 2017 | Freak Show                                          | Trudie Styler               | |                |
| 2017 | Shot in the Dark                                    | Dustin Nakao-Haider         | Documentário |                |
| 2017 | Brimstone & Glory                                   | Viktor Jakovleski           | Vencedor do Prêmio do Golden Gate Award | Documentário   |
| 2017 | Win It All                                          | Joe Swanberg                | |                |
| 2017 | The Little Hours                                    | Jeff Baena                  | |                |
| 2017 | Chasing Coral                                       | Jeff Orlowski               | Vencedor do Prêmio do Sundance Audience Award: U.S. Documentary 2017                                                                              | Documentário   |
| 2017 | A Ciambra                                           | Jonas Carpignano            | Vencedor do Europa Cinemas Label Award |                |
| 2018 | Krystal                                             | William H. Macy             | |                |
| 2020 | Wendy                                               | Benh Zeitlin                | |                |

#### Televisão
| Ano       | Título          | Diretor                                      | Prêmios | Notas                                        |
| --------- | --------------- | -------------------------------------------- | ------- | -------------------------------------------- |
| 2016      | Easy            | Joe Swanberg                                 |         | Os episódios "Controlada" e "Chemistry Read" |
| 2017      | Atypical        | Michael Patrick Jann Seth Gordon Joe Kessler |         |                                              |
| 2017-2018 | The Good Doctor | David Shore                                  |         | Vencedor do ASCAP Screen Music Awards        |
| 2018      | Maniac          | Cary Fukunaga                                |         |                                              |

#### Jogos eletrônicos
| Ano  | Título    | Publicadora | Prêmios | Notas |
| ---- | --------- | ----------- | ------- | ----- |
| 2018 | Far Cry 5 | Ubisoft     |         |       |